# کیبب ۱۲۰۷۹
سیارک ۱۲۰۷۹ (به انگلیسی: 12079 Kaibab، نامگذاری:1998FZ73) دوازده هزار و هفتاد و نهمین سیارک کشف شده‌است که در ۲۲ مارس ۱۹۹۸ کشف شد.
قدر مطلق سیارک برابر ۱۸.۶ است.